# Ромеро, Кристиан
Кристиан Габриэль Ромеро (исп. Cristian Gabriel Romero; род. 27 апреля 1998, Кордова) — аргентинский футболист, защитник и капитан клуба «Тоттенхэм Хотспур» , игрок сборной Аргентины. Чемпион мира 2022 года.

## Клубная карьера
Ромеро — воспитанник футбольной академии «Бельграно». 28 августа 2016 года в матче против «Индепендьенте» он дебютировал в аргентинской Примере. Летом 2018 года Ромеро перешёл в итальянский «Дженоа». 20 октября в матче против «Ювентуса» он дебютировал в итальянской Серии A. 28 октября в поединке против «Удинезе» Кристиан забил свой первый гол за «Дженоа». Летом 2019 года «Ювентус» выкупил трансфер Ромеро за 26 млн евро, но на правах аренды оставил его в «Дженоа» ещё на сезон.
В 2020 году Ромеро был арендован «Аталантой». 30 сентября в матче против «Лацио» он дебютировал за новый клуб. 23 января 2021 года в поединке против «Милана» Кристиан забил свой первый гол за «Аталанту». По окончании аренды клуб выкупил трансфер игрока за 16 млн евро.
6 августа 2021 года Ромеро перешёл в английский клуб «Тоттенхэм Хотспур» на правах аренды с последующим выкупом. Сумма трансфера составила 55 миллионов евро. Контракт был подписан до 2026 года. 15 августа в матче против «Манчестер Сити» он дебютировал в английской Премьер-лиге. 19 августа 2021 года он дебютировал в Лиге конференций УЕФА против «Пасуш-ди-Феррейра», который закончился поражением 0:1. 16 марта 2022 года в поединке против «Брайтон энд Хоув Альбион» Кристиан забил свой первый гол за «Тоттенхэм Хотспур». 30 августа 2022 года клуб выкупил трансфер игрока и подписал с ним контракт до 2027 года.

## Международная карьера
В 2017 году Ромеро в составе молодёжной сборной Аргентины принял участие в молодёжном чемпионате Южной Америки в Эквадоре. На турнире он сыграл в матчах против команд Перу, Боливии, Колумбии, Бразилии, Эквадора а также дважды Венесуэлы.
4 июня 2021 года в отборочном матче чемпионата мира 2022 против сборной Чили Ромеро дебютировал за сборную Аргентины. 9 июня в поединке против сборной Колумбии он забил свой первый гол за национальную команду.
В том же году Кристиан завоевал Кубок Америки. На турнире он сыграл в матчах против команд Уругвая, Парагвая и Бразилии.

### Голы за сборную Аргентины
| #  | Дата          | Место                                                 | Противник | Счёт | Результат | Соревнование                     |
| -- | ------------- | ----------------------------------------------------- | --------- | ---- | --------- | -------------------------------- |
| 1. | 9 июня 2021   | Метрополитано Роберто Мелендес, Барранкилья, Колумбия | Колумбия  | 0:1  | 2:2       | Чемпионат мира 2022 квалификация |
| 2. | 19 июня 2023  | Гелора Бунг Карно, Джакарта, Индонезия                | Индонезия | 0:2  | 0:2       | Товарищеский матч                |
| 3. | 22 марта 2024 | Линкольн Файненшел Филд, Филадельфия, США             | Сальвадор | 1:0  | 3:0       | Товарищеский матч                |

## Достижения

### Командные
«Тоттенхэм Хотспур»
- Победитель Лиги Европы УЕФА: 2024/25

Сборная Аргентины
- Чемпион мира: 2022
- Обладатель Кубка Америки (2): 2021, 2024
- Победитель Финалиссимы: 2022

### Личные
- Лучший защитник Серии А: 2020/21[29]
- Вошёл в символическую сборную Кубка Америки по версии КОНМЕБОЛ (2): 2021[30], 2024[31]
- Игрок сезона Лиги Европы УЕФА: 2024/25[32]
- Вошëл в символическую сборную Лиги Европы УЕФА: 2024/25[33]